# Estela de Ategua
La estela de Ategua es una estela funeraria datada en la Edad del Bronce Tardío, entre los siglos VIII a. C. y VII a. C. La estela es de piedra caliza, con unas dimensiones de 163 cm de altura, 78 cm de ancho y 34 cm de grosor.
La estela fue hallada de manera fortuita en 1968 en el denominado cortijo de las Gamarrillas, mientras se realizaban tareas agrícolas, junto al yacimiento arqueológico de Ategua, antigua ciudad íbero-romana ubicada en el municipio de Córdoba. Actualmente se conserva en el Museo Arqueológico y Etnológico de Córdoba.

## Descripción
En la parte superior falta un fragmento de la estela, mientras que la parte inferior termina en forma de punta, siendo esta parte la que iría bajo tierra.
La representación de la estela de Ategua puede dividirse en tres niveles. En la parte superior se puede identificar la representación humana de mayor tamaño, que viste una especie de coraza con gran decoración geométrica, y su posición es frontal, aunque los pies están de perfil. Otros elementos que acompañan a la figura principal son una lanza, un escudo circular, una espada, un peine o un phorminx (instrumento musical) y un espejo. En la parte intermedia, se pueden observar otras figuras humanas, una de ellas tumbada y la otra de pie con uno de sus brazos hacia arriba. Finalmente, en el nivel inferior se muestra un personaje con una especie de tocado que conduce un gran carro tirado por dos caballos y, un poco más abajo, se pueden observar cuatro y tres grupos de personas cogidos de la mano.
Lo más probable es que la persona de mayor tamaño sea la persona fallecida y la iconografía que muestra la estela hace referencia a los ritos funerarios, cuya representación tiene influencia griega.